# Ordinul Imperial al lui Isus Cristos

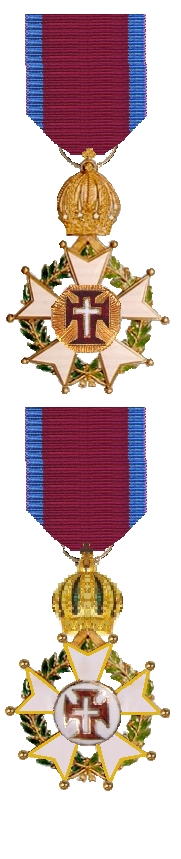
Ordinul Imperial al lui Isus Cristos (1843)

Ordinul Imperial al Domnului Nostru Isus Cristos (în portugheză Imperial Ordem de Nosso Senhor Jesus Cristo) a fost o decorație insituită de împăratul Pedro I al Braziliei la 7 decembrie 1822. 
Distincția a fost desființată la 22 martie 1890 de către guvernul interimar al Statelor Unite ale Braziliei.